# Wilfried Wesemael
Wilfried Wesemael, né le 31 janvier 1950 à Alost, est un coureur cycliste belge. Professionnel de 1973 à 1982, il a notamment remporté une édition du Tour de Suisse et une étape du Tour d'Espagne. 

## Palmarès sur route

### Par année
- 1969
  - 2e du championnat de Belgique du contre-la-montre par équipes amateurs
- 1974
  - Kuurne-Bruxelles-Kuurne
  - 2e du Tour des onze villes
  - 2e du Circuit de la vallée de la Lys
  - 2e de Bruxelles-Meulebeke
  - 5e du Rund um den Henninger-Turm
  - 10e du Tour des Flandres
- 1975
  - 1re étape du Tour d'Espagne
- 1976
  - 7e de Paris-Nice
  - 10e de Milan-San Remo
- 1977
  - Prologue des Trois Jours de La Panne (contre-la-montre par équipes)
  - 2e du Tour méditerranéen
  - 2e du Grand Prix Jef Scherens
  - 3e de Milan-San Remo
- 1978
  - Grand Prix de Cannes
  - 4e étape du Tour de France (contre-la-montre par équipes)
  - 2e du Tour de Luxembourg
  - 3e du Grand Prix Pino Cerami
- 1979
  - 7ea étape du Critérium du Dauphiné libéré
  - Classement général du Tour de Suisse
- 1981
  - 5ea étape du Tour de Belgique (contre-la-montre par équipes)
  - 9e des Quatre Jours de Dunkerque

### Résultats sur les grands tours

#### Tour de France
5 participations 
- 1974 : 73e
- 1975 : hors délais (7e étape)
- 1977 : hors délais (17e étape)
- 1978 : 47e, vainqueur de la 4e étape (contre-la-montre par équipes)
- 1979 : abandon (3e étape)

#### Tour d'Espagne
2 participations 
- 1975 : 39e, vainqueur de la 1re étape
- 1982 : abandon (4e étape)

## Palmarès sur piste
- 1970
  - 2e du championnat de Belgique de l'américaine amateurs
- 1971
  -  Champion de Belgique de poursuite par équipes amateurs (avec Roland Boulard, Éric Demeyer et Marc Van de Putte)
- 1972
  -  Champion de Belgique de poursuite individuelle amateurs
  -  Champion de Belgique de poursuite par équipes amateurs (avec Léonard Engelen, Lucien Zelck et Marc Van de Putte)
- 1973
  -  Champion de Belgique d'omnium amateurs
  -  Champion de Belgique de l'américaine amateurs (avec Robert Maveau (de))
  - 3e du championnat de Belgique de course derrière derny
- 1981
  - 3e du championnat de Belgique de course derrière derny